# Astor d'argento al miglior attore
L'Astor d'Argento al miglior attore è un premio cinematografico del Festival internazionale del cinema di Mar del Plata assegnato al miglior attore. Viene assegnato, con questo nome, dal 2004. 
Il festival non venne svolto dal 1967 al 1969, successivamente al colpo di Stato militare del 1966 in Argentina e all'allestimento di un festival cinematografico a Rio de Janeiro, in Brasile. Riprese nel 1970, ma subì una nuova e lunga interruzione fino al 1996.

## Vincitori

### Anni 1959-1970
- 1959: Victor Sjöström - Il posto delle fragole (Smultronstället)
- 1960: Paul Muni - Addio dottor Abelman! (The Last Angry Man)
- 1961: Albert Finney - Sabato sera, domenica mattina (Saturday Night and Sunday Morning)
- 1962: Paul Newman - Lo spaccone (The Hustler)
- 1963: Tom Courtenay - Gioventù, amore e rabbia (The Loneliness of the Long Distance Runner)
- 1964: Vittorio Gassman e Ugo Tognazzi - I mostri
- 1965: Martin Held - Verdammt zur Sünde
- 1966: Evgeniy Lebedev - Posledniy mesyats oseni
- 1967: non assegnato
- 1968: Tony Musante - New York: ore tre - L'ora dei vigliacchi (The Incident)
- 1969: non assegnato
- 1970: Ugo Tognazzi - Il commissario Pepe

### Anni 1996-1999
- 1996: Silvio Orlando - La mia generazione
- 1997: Antonio Resines e Jordi Mollà - La buona stella (La buena estrella)
- 1998:
  - Régis Royer - Lautrec
  - Paschalis Tsarouhas - Vasiliki
- 1999: Matthew Lillard - Fuori di cresta (SLC Punk!)

### Anni 2000-2009
- 2000: non assegnato
- 2001: Federico Luppi e Ulises Dumont - Rosarigasinos
- 2002:
  - Stellan Skarsgård - A torto o a ragione (Taking Sides)
  - Libero De Rienzo - Santa Maradona
- 2003: Domingos de Oliveira - Separações
- 2004: 
  - Luis Tosar - El lápiz del carpintero
  - Alejandro Urdapilleta - Adiós querida luna
- 2005: Mohamed Majd - Le grand voyage
- 2006: William H. Macy - Edmond
- 2007: Carlos Resta - La peli
- 2008: Ulrich Thomsen - Den du frygter
- 2009: Gary Piquer - Mal día para pescar

### Anni 2010-2019
- 2010: Vincent Gallo - Essential Killing
- 2011: Milagros Mumenthaler - Aprire porte e finestre (Abrir puertas y ventanas)
- 2012:
  - Pablo Pinto - De Martes a Martes
  - Ilyas Salman - Lal Gece
- 2013: Vincent Macaigne - La Bataille de Solférino
- 2014: Park Jung-bum - Sanda
- 2015: Alfredo Castro, Roberto Farías, Alejandro Goic e Jaime Vadell - Il club (El Club)
- 2016: Mahershala Ali - Moonlight
- 2017: Mohammad Bakri - Wajib - Invito al matrimonio (Wajib)
- 2018: Israel Gómez Romero - Entre dos aguas
- 2019: Ventura - Vitalina Varela